# Donceel
Donceel är en kommun i Belgien.   Den ligger i provinsen Liège och regionen Vallonien, i den östra delen av landet, 70 km öster om huvudstaden Bryssel. Antalet invånare är 2 940.
Trakten runt Donceel består till största delen av jordbruksmark. Runt Donceel är det tätbefolkat, med 286 invånare per kvadratkilometer.